# Мелацо
Мелацо (итал. Melazzo) је насеље у Италији у округу Алесандрија, региону Пијемонт.
Према процени из 2011. у насељу је живело 276 становника. Насеље се налази на надморској висини од 236 м.

## Становништво
| 1936. | 1951. | 1961. | 1971. | 1981. | 1991. | 2001. | 2011. |
| ----- | ----- | ----- | ----- | ----- | ----- | ----- | ----- |
| 2.301 | 1.888 | 1.513 | 1.301 | 1.160 | 1.100 | 1.185 | 1.315 |